# Ладакх

Ладакх на мапі штату Джамму й Кашмір (показаний червоним кольором)

34°10′00″ пн. ш. 77°35′00″ сх. д. / 34.166666666667° пн. ш. 77.583333333333° сх. д.
Ладакх (тиб. ལ་དྭགས་, Вайлі: la dwags, гінді लदाख, урду لدّاخ) — історична і географічна область. Дослівно «ла» означає перевал, «дакх» — країна. Розташована між хребтами Куньлунь на півночі і Гімалаї на півдні. Ладакх населений народами як індоєвропейського, так і тибетського походження і є однією з найменш населених областей Центральної Азії. Історично до складу Ладакху входили Балтистан, долина Інду, Занскар, Лахул-Спіті на півдні, Нгарі і Аксай-Чин на сході, а також долина Нубра на півночі. Після утворення КНР Ладакх межує з Тибетом на сході, Лахулом і Спіті (штат Хімачал-Прадеш) на півдні, долинами Кашміру, Джамму і Балтістаном на заході, і обмежений хребтом Куньлунь, за яким починається Східний Туркестан, на півночі. На території Ладахка знаходяться одні з найвищих гір у світі.
Ладакх іноді називають «Малим Тибетом» через схожість з культурою і природою Тибету. У минулому він часто відігравав важливу стратегічну роль через своє положення на перетині торгових шляхів. Тут колись проходив Великий шовковий шлях, а буддійські пілігрими заснували монастирі на своєму шляху з Індії в Тибет. Після закриття західних кордонів Китаю міжнародна торгівля тут прийшла в занепад. Істотним фактором доходу є туризм. До 1974 року Ладакх був закритий для туристів, але зараз індійський уряд активно розвиває туризм в регіоні.
Найважливіше і найбільше місто Ладакху — Лех. Більшість жителів Ладакху — буддисти і шиїти. Останнім часом неодноразово висувалось гасло про виділення Ладакху в окрему союзну територію з переважно мусульманського штату Джамму і Кашмір. Через те, що Тибет, потрапивши в 1950-х роках під експансію Китаю і переживши разом з ним культурну революцію, позбувся більшості унікальних пам'яток буддійської культури, сьогодні саме Ладакх став другою батьківщиною тибетського буддизму.

## Географія

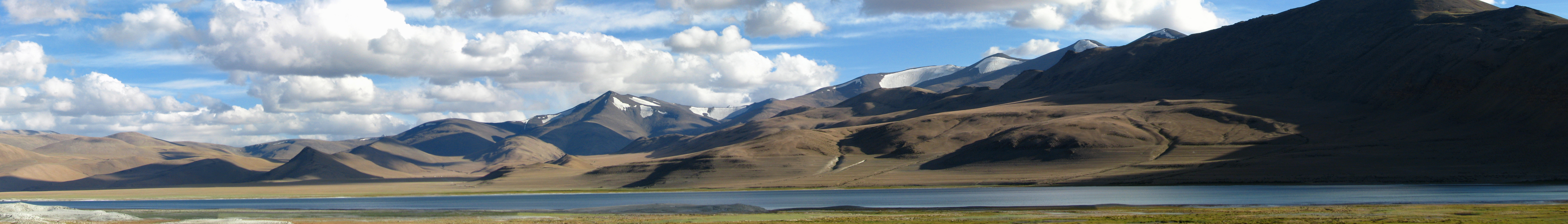
Панорама Ладакху

Ладакх є частиною штату Джамму і Кашмір на півночі Індії і складається з двох районів — Лех і Каргіл. Лех, площею 45 100 км², — більший з двох. Він розташований між 32 ° і 36 ° північної широти і 75 ° − 80 ° східної довготи. На заході Лех межує з Пакистаном, на півночі з Китаєм. У районі Лех знаходяться місто Лех і 112 населених пунктів.
Прямуючи з південного заходу на північний схід, Алтинтаг сходиться з Куньлунем в Кашмірі у формі літери «V» з вигином поблизу непальського містечка Пулу. Географічна межа між Ладакхом і Тибетом починається безпосередньо на північ від Пулу. Воно йде далі на південь в масивному лабіринті хребтів на схід від Рутога, де знаходяться Алінг-Кангрі і Маванг-Кангрі і завершується в районі Маюмі-Ла.
Гірський хребет регіону був сформований 45 мільйонів років тому при ударі Індостанської плити об Євразію. Плита все ще рухається, викликаючи землетруси в Гімалаях. Піки Ладакху середньої висоти у Зоджі-Ла (5000—5500 м) і вище на південний схід, найвищі у Нун-Кунь (7000 м).

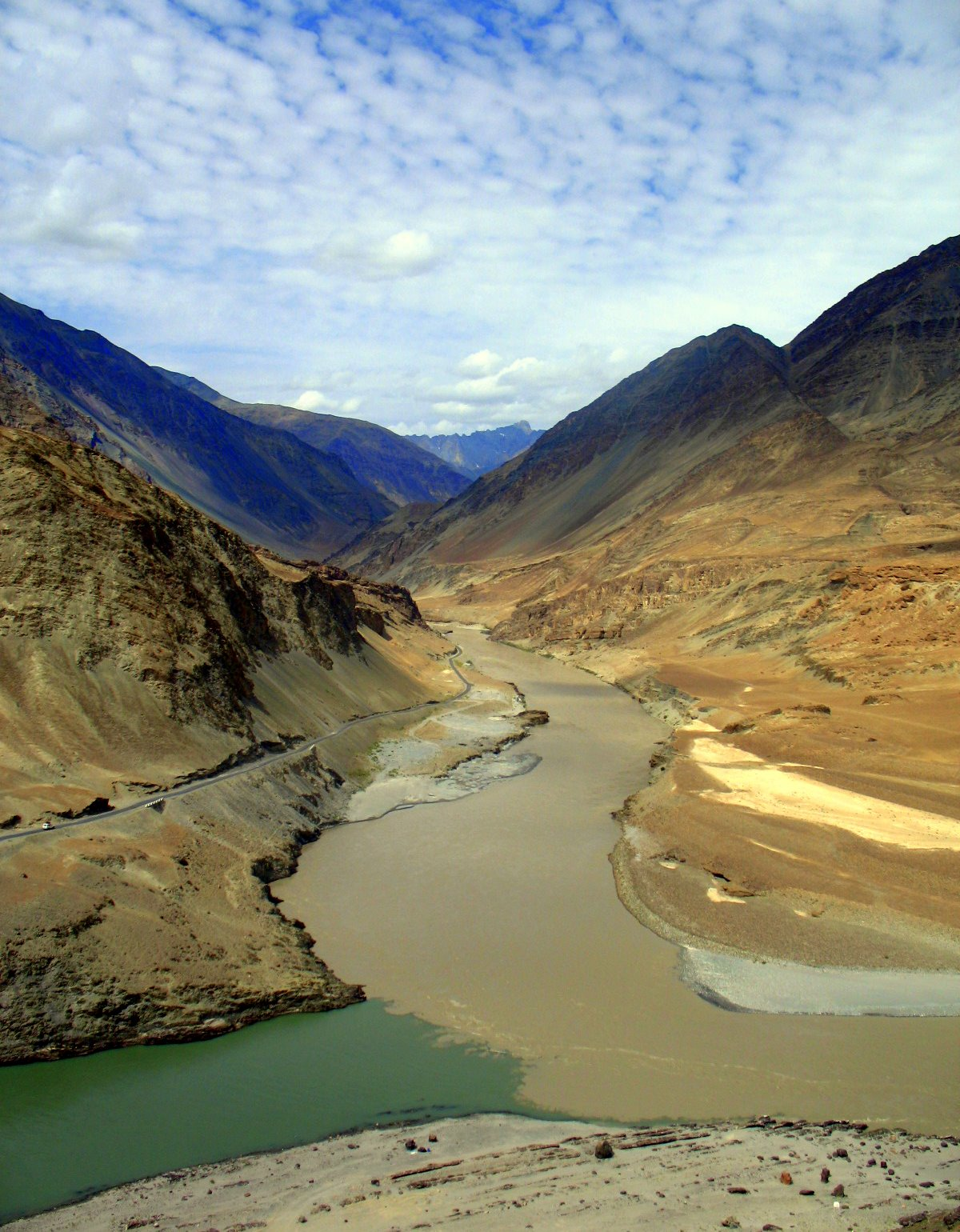
Злиття річок Інд і Занскар

Ладакх — найвище плато Індії з перепадом висот від 2750 метрів над рівнем моря в Каргілі до 7672 метрів в Сасір-Кангрі. Межує з двома гірськими хребтами, Каракорумом на півночі і Великими Гімалаями на півдні, а також перетинається двома паралельними гірськими ланцюгами — Ладакхським і Занскарським хребтами. Ладакхській хребет не має високих вершин, в середньому його висота становить 6000 метрів, висота деяких перевалів нижче 5000 метрів.
На північ від хребта Ладакх розташована тепла і родюча долина річки Набра, що тягнеться до підніжжя Каракоруму. До неї веде дорога з Леха через перевал Кардунг-Ла (5600 метрів), який є найвисокогірнішим автомобільним перевалом у світі. Долина Набра і долина річки Шіок разом звуться Набра.
Між хребтом Занскар і Великим Гімалайським хребтом знаходиться область під назвою Занскар — настільки велика і значна, що її ім'я часто згадується нарівні з Ладакхом для позначення регіону в цілому. Оточена з усіх боків високими хребтами, вона століттями була ізольована від цивілізації і зберігала свою владу і свою історію. Наявність всіх висотних поясів — і родючих долин, і альпійських пасовищ — дозволяло її жителям існувати цілком самостійно. Річка Занскар, зібравши води декількох великих приток і багатьох дрібних, залишає цю долину через вузьку і глибоку ущелину, пропиляну нею в хребті Занскар, і впадає в річку Інд нижче Леха. Прямої колісної дороги з Занскара в Ладакх немає, єдиний шлях сполучення — окружна дорога через перевал Пенза-Ла (4400 м) і Каргіл в Кашмірі . Значна частина комунікацій донині здійснюється за усталеними за багато століть караванними стежками, ведучими в Ладакх, Лахол і південно-західні передгір'я Гімалаїв.
У кліматі з'єднуються умови пустелі і Арктики, і Ладакх часто називають «холодною пустелею». Температура тут коливається від −40 °C взимку до +35 °C влітку. Кажуть, що тільки тут можна страждати від сонячного удару і обмороження одночасно.

## Історія
Територія Ладакху була заселена з неоліту, що підтверджується численними знахідками печерних малюнків. Найдавніше населення Ладакху імовірно складалося з індоаріїв, монів і дардів, про що згадують Геродот, Неарх, Меґасфен, Пліній Старший і Клавдій Птолемей; згадка про них зустрічається в географічних списках «Пурани». У I столітті н. е. Ладакх входив в склад Кушанської імперії. В II столітті в західному Ладакхі поширився прийшовший з Кашміру буддизм. Східний Ладакх і Західний Тибет до VIII століття були населені шанувальниками релігії бон. У VIII столітті Ладакх потрапив в сферу впливу розширюваного на Захід Тибету. Одночасно через Центральну Азію поширювався китайський вплив. У 842 році, після розпаду Тибетської Імперії, Ладакх захопив Ньїма-Гон, представник тибетської правлячої династії, який і став засновником династії правителів Ладакху. Під час його правління весь Ладакх був звернений в буддизм (що в літературі часто називається «другим розповсюдженням буддизму»), релігійні ідеї були запозичені в північно-західній Індії, зокрема, в Кашмірі.
У XIII столітті, перебуваючи перед загрозою ісламського завоювання, Ладакх вирішив орієнтуватися на Тибет в питаннях релігії. До 1600 року сусідні мусульманські держави здійснювали регулярні набіги на Ладакх, що призвело до подрібнення і ослаблення останнього та навернення частини населення в іслам.

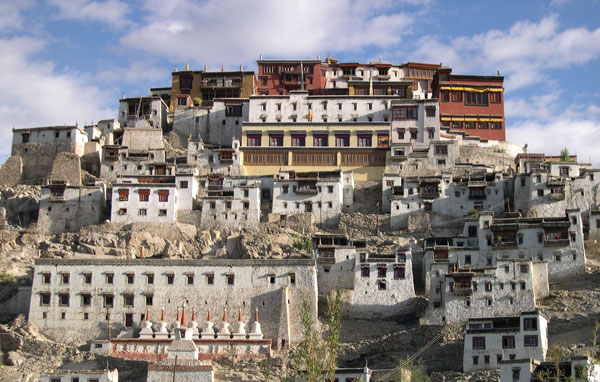
Монастир Тіксі Ґомпа

Цар Лхачен Бхаган в XIV столітті об'єднав Ладакх і заснував нову династію Намґ'ял, що правила до 1834 року. Представники династії відбили напади з Центральної Азії і розширили територію держави, яка в якийсь момент доходила на схід до Непалу. На початку XVII століття до Ладакху були приєднані Занскар і Спіті. Пізніше Ладакх був завойований моголами, які перед цим зайняли Кашмір і Балтистан, але змогли зберегти свою незалежність.
В кінці XVII століття Ладакх уклав союз з Бутаном проти Тибету, що призвело до тибетського вторгнення в Ладакх. Кашмір надав Ладакху допомогу та поновив правління династії Намґ'ял на тій умові, що цар Ладакху наверенеться в іслам і побудує мечеть в Леху. У 1684 році був укладений Темісгамский мирний договір між Ладакхом і Тибетом, за яким незалежність Ладакху була сильно обмежена.
У 1834 доґрі, що входили до війська пенджабської сикхської держави під управлінням Ранджіта Сінґха, зайняли і анексували Ладакх. Повстання в Ладакху в 1842 році було придушено, і Ладакх був включений в державу догрів, Джамму й Кашмір. Династія Намгьял отримала джагір Сток (на південь від міста Лех), яким формально володіє донині. Починаючи з 1850-х років, в Ладакх проникав європейський вплив; в 1885 році в Леху була заснована місія протестантської Моравської церкви.
У 1947 році під час розділу Британської Індії правитель Джамму й Кашміру махараджа Харі Сінґх вагався, чи варто йому приєднатися до Індії чи Пакистану, але врешті-решт підписав договір про приєднання до Індії. У 1949 році Китай закрив кордон між долиною Нубра і Сіньцзяном, перекривши тим найдавніший торговельний шлях. У 1955 році Китай почав будувати біля кордону дороги, що з'єднують Сіньцзян і Тибет. Він також спільно з Пакистаном побудував Каракорумське шосе. У відповідь Індія побудувала вздовж кордону шосе, що з'єднує Лех і Срінаґар, скоротивши дорогу між цими містами з 16 днів до двох. Весь штат Джамму й Кашмір є предметом територіальних суперечок Індії з Пакистаном (Кашмірський конфлікт), і Китаєм. У 1999 році в ході Каргільської війни регіон ледь не став ареною ядерної війни. Адміністративно Ладакх, що входить до складу штату Джамму і Кашмір, був у 1979 розділений на округи Лех і Каргіл. У 1989 році відбулися зіткнення між буддистами і мусульманами. У 1993 році, після закликів до більшої незалежності від уряду штату, в якому домінують кашмірці, була створена Автономна гірська рада розвитку Ладакху (англ. Ladakh Autonomous Hill Development Council).

## Флора і фауна

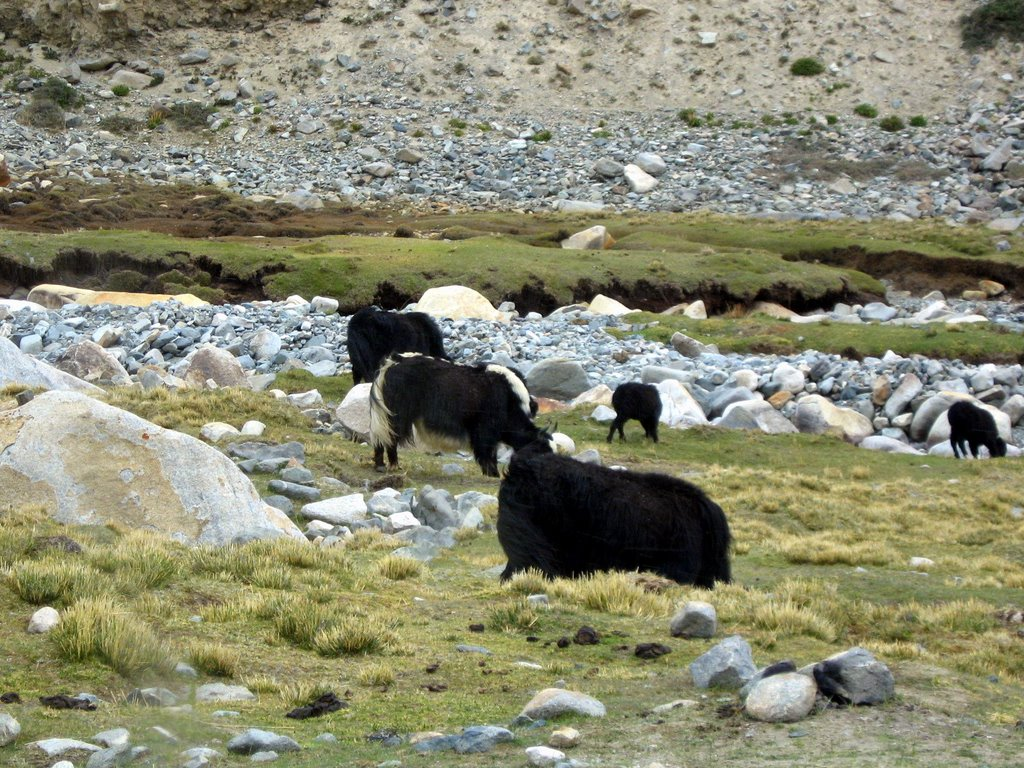
Яки в Ладакху

Природа регіону в перший раз була вивчена Фердинандом Столічкою, палеонтологом з Австрії, який організував велику експедицію в регіон в 1870-х роках. Рослинність в Ладакху головним чином зустрічається у потоків і водоймищ, на високих схилах, і в місцях поливу.
Фауна Ладакху схожа з центральноазійською більше, ніж з тибетською. У Ладакху багато птахів, які проводять в ньому літо, взимку повертаючись до Індії. 225 видів птахів дивно для такого пустельного району. Багато видів зябликів, вільшанок, горихвісток і одудів зустрічаються влітку. Коричневоголові чайки літають влітку над Індом та озерами Чангтану. На озерах живе брамінська качка і огар, гірські гуси. Чорношийний журавель — рідкісний вид тибетського плато, також зустрічається в Ладакху. Інші птахи: крук, клушиця, гімалайський улар і кеклик азійський. Ягнятник і беркут часто бувають помічені в Ладакху.

Чорношийний журавель

Нахур або «блакитний баран» — найпоширеніше парнокопитне ладакхських гір. Він також зустрічається в Занскарі і Шамі . Сибірський гірський козел — дуже елегантна тварина, зустрічається в західній частині Ладакху, популяція приблизно 6000 голів; це друге за поширеністю парнокопитне. Він пристосований до високогір'я і, відчуваючи небезпеку, піднімається по крутих схилах. Живе також ладакхський муфлон (Ovis orientalis vignei). Він унікальний для регіону, його чисельність скоротилася і в наш час[коли?] становить близько 3000 голів. Цей муфлон — ендемік Ладакху, і частіше зустрічається біля Інду і Шайока. Фермери часто переслідували тварин, звинувачуючи їх у псуванні врожаю. Не слід також забувати про мисливців, які з XIX століття приїжджали з Срінаґару для полювання на муфлонів. Тибетські аргалі, або ньян — найбільший дикий гірський баран у світі, заввишки 100—120 см в плечах з величезними рогами. Його ареал площею 2,5 млн км² включає плато Тибету, і, мігруючи, аргалі долає величезні гори. У Ладакху близько 400 аргалі. Вони живуть на відкритих просторах, так як, у разі атаки хижака, віддають перевагу стрімкій втечі, а не підйому у гори. Рідкісну тибетську антилопу оронго, або чиру, а в Ладакху звану «цос», винищували через цінну вовну (по-перському «шахтуш»), яка продавалася на сході для виготовлення одягу високопоставлених персон. З одного оронго вручну вискубували трохи вовни, при цьому антилопу вбивали. Шерсть везли в Кашмір, де місцеві майстри вишивали вишукані шалі. Ладакх також є ареалом проживання Procapra picticaudata — антилопи-гоа, що пасеться в східному Ладакху на кордоні з Тибетом.

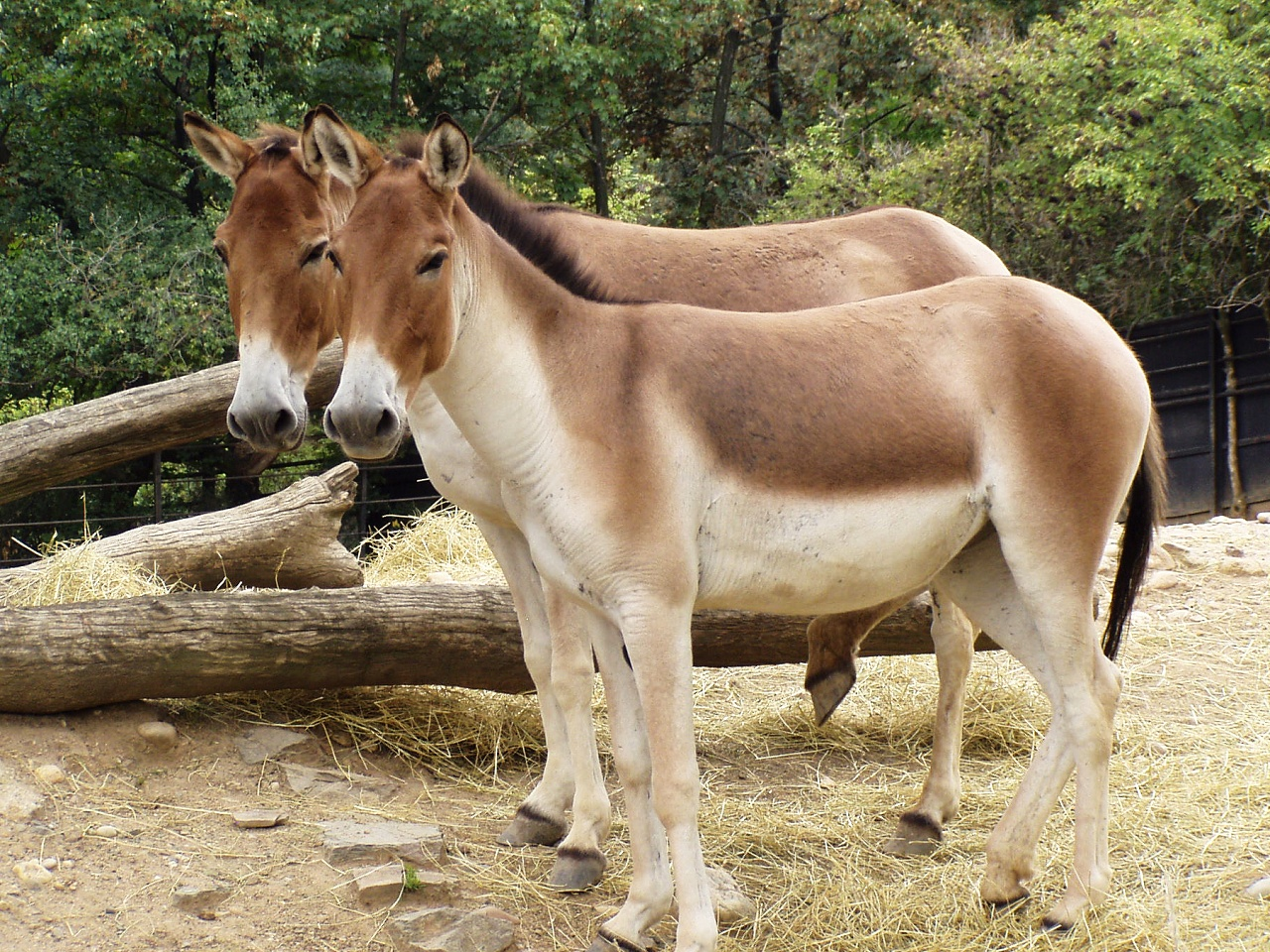
Кіанг, або тибетський дикий осел

Кіанг, або тибетський дикий осел, зазвичай пасеться в лугах Чангтану, налічують близько 2500 особин. Кочівники-чанґпа звинувачують ослів у псуванні і без того мізерних пасовищ. Близько 200 ірбісів з 7 000 у світі, живуть в Ладакху. В Хеміському національному парку (Hemis National Park) створені всі умови для привільного проживання леопарда. Рись живе в Нубрі, Чангтані і Занскарі і полює на дрібних ссавців. Манул був помічений в Ладакху, але більше про нього невідомо. Тибетський вовк іноді нападає на худобу ладакхців і тому буває переслідуємий ними. Є також кілька ведмедів в долині Суру і близько Драса. Нещодавно в регіоні була виявлена тибетська лисиця. Серед малих тварин — бабаки, зайці, пискухи і полівки.
У Ладакху бідна рослинність через сухе і жарке літо і холодну зиму, але недолік вологи найістотніша умова. Біля водойм, а особливо в місцях поливу рослинність набагато розвиненіша.
Часто зустрічається обліпиха (Hippophae spp.), шипшина, тамариск (Myricaria spp.), кмин, кропива, м'ята, Physochlaina praealta, і різні трави.
У пустелі навколо Леха зустрічаються каперси (Capparis spinosa), котовник (Nepeta floccosa), мордовник (Echinops cornigerus), ефедра (Ephedra gerardiana), ревінь, пижмо, гармала і ряд інших сукулентів. Дерева роду яловець часто шануються буддистами, як священні.
Людські поселення відзначені пишними полями і деревами, зрошуються водою з льодовикових потоків, джерел і річок. В високогірних селах вирощують ячмінь, горох і овочі, і є один з видів верби (дрокчанґ). В селах в долині також вирощують пшеницю, люцерну, гірчицю на олію, виноград, і велику кількість овочів. Із культивованих дерев у нижніх селах вирощують абрикоси, яблука, шовковицю, волоські горіхи, бальзамічні тополі, ломбардні тополі і кілька видів верби. В'язи і тополі ростуть в Нубрскій долині, і один легендарний білий тополь росте в Алчі, в долині Інду. Акація біла (Robinia Pseudoacacia), гімалайський кипарис і кінський каштан вирощуються з 1990 року.

## Уряд і політика
Ладакх з політичної точки зору являє собою два округи штату Джамму й Кашмір. 1 липня 1979 року були створені округа Лех і Каргіл. Округами управляє Ladakh Autonomous Hill Development Council, заснований на структурі Дарджлінґскої автономної ради ґуркхів. Це було компромісним рішенням, так як жителі вимагали надати Ладакху статус союзної території.
У жовтні 1993 року уряд Індії і штату погодився створити в кожному окрузі Автономну холмову раду. І в 1995 році був виданий акт «Про створення ладакхської автономної холмової ради розвитку». Вибори до ради відбулися 28 серпня 1995 року. Перше засідання відбулося в Леху 3 вересня 1995 року. Каргіл знайшов свою раду в липні 2003 року. Рада взаємодіє з сільськими Панчаятами з питань економіки, охорони здоров'я, освіти, землекористування, податків, управління та самоврядування. Ці питання обговорюються у виконавчому органі блоку в присутності виконавчого радника та інших членів ради. Суди, закон, правопорядок, вища освіта є компетенцією штату.
Ладакх відправляє одного представника (MP) в нижню палату Парламенту — в Лок Сабха (Ладакхський виборчий округ Лок Сабха). Зараз Ладакх представляє Хассан Хан.

## Монастирі Ладакху
Достовірно відомо, що перші буддійські культові споруди з'явилися в Ладакху в II столітті н. е. при кушанському імператорі Канішці. Але будови зруйнувалися, а буддизм надовго покинув регіон, поступившись місцем релігії бон та іншим анімістичним культам. У IX—X століттях в регіоні стала затверджуватися Ваджраяна і з'являлися перші релігійні споруди, священні печери, де усамітнювалися йогіни. Багато монастирів пов'язують свою основу з діяльністю Рінчен Санпо (958—1055) — святого, перекладача, філософа, і за деякими відомостями, регента Ґуґе. У XVII столітті в Ладакху сформувалася сучасна система монастирів, які належать, головним чином, до шкіл Друкпа Каг'ю і Гелуг.
Деякі найважливіші монастирі:
- Алчі Ґомпа — монастир знаменитий фресками епохи Рінчен Санпо, які рідко де можна знайти.
- Дзонґхул Ґомпа — маленький монастир, але дуже знаменитий. Заснував його сам Наропа, він вбив у скелю свій посох і пхурпа (тантричний кинджал). З тих пір до реліквій стікаються паломники, а йогіни часто медитують там.
- Діскіт Ґомпа — головний монастир долини Нубра і один з найбільших гелугпінських монастирів в регіоні.
- Занґла Ґомпа — в цьому монастирі почав своє вивчення тибетської мови Олександр Чома де Кьорьош.
- Курча Ґомпа — найбільший гелугпінський монастир Занскару.
- Ламаюру — заснований Наропою. Служив одночасно для Дрикунґ Каг'ю і Бон-по. Микола Реріх залишив його опис.
- Лікір Ґомпа — красивий монастир з 7-метровою статуєю Будди просто неба.
- Рідзонґ Ґомпа — гелугпінський. Славиться найсуворішим дотриманням чернечих правил.
- Сані Ґомпа — можливо, найдавніший монастир регіону, оскільки заснований в II столітті н. е. Легенди пов'язують ґомпа з Канішкою, Падмасабхавою і Наропою.
- Тіксі Ґомпа — найбільший монастир Ладакху.
- Хеміс Ґомпа — заснований на місці зустрічі Наропи з його гуру Тілопою. У певному сенсі, місце зародження Каг'ю. Також тут нібито знайдено Тибетське Євангеліє.
- Шей Ґомпа — знаменитий монастир в літній столиці Ладакхського царства.

## Економіка

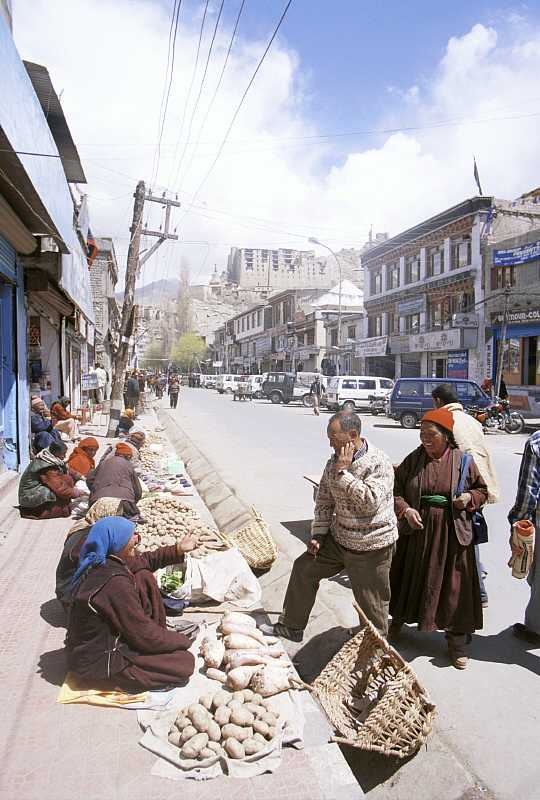
Лехський ринок

Економіка Ладакху ґрунтується на трьох стовпах: індійська армія, туризм і цивільний уряд у формі надання робочих місць і розширених субсидій. Сільське господарство нині не є основою економіки, хоча так було покоління назад, та й тепер більшість ладакхців живуть сільським господарством.
Століттями основу ладакхської економіки становило виробництво ячменю, гороху, пшениці, розведення худоби, особливо яків, корів, помісей яків і корів, овець і кіз. На висоті 3000-4000 м сільськогосподарський сезон короткий, всього кілька місяців на рік, як в північних країнах. Брак вологи перешкоджає створенню великих фермерських господарств, але ладакхці виробили ефективні форми для дрібного виробництва. Для зрошення створювалися іригаційні канали. Найважливіші культури: ячмінь і пшениця. Рис раніше вважався розкішшю, але нині, завдяки субсидіям уряду, став дешевше інших видів зерна.
У низинах вирощують фрукти, в таких високогірних місцях, як Рупшу, живуть кочівники. Раніше вони обмінювали додатковий продукт на сіль, цукор, сірники та інші предмети. Два ладакхських продукта були експортними: абрикоси і кашемір. Сьогодні важливою сільськогосподарською продукцією стали овочі, які активно закуповуються індійською армією і продаються на внутрішньому ринку. Виробництвом займаються дрібні землевласники, які працюють на землі особисто й іноді наймають сезонних робітників з Непалу. Голий ячмінь (ладакхі nas, урду grim) — традиційно провідна сільськогосподарська культура Ладакху, на берегах Цоморарі поблизу Корзок Ґомпа його вирощують на висоті 4600 м, що вважається найвищим полем у світі.
Раніше Ладакх в повній мірі насолоджувався вигодою свого географічного положення, знаходячись на перетині торгових шляхів. Ладакхці брали мито з товарів, що перевозяться караванами з Туркестану, Тибету, Пенджабу, Кашміру і Балтистану. Деякі ладакхці самі займалися караванною торгівлею, сприяючи торгівлі тканинами, килимами, барвниками і наркотиками між Пенджабом і Сіньцзяном. Проте, з часу закриття тибетського кордону китайським урядом, міжнародна торгівля через Ладакх зійшла нанівець.
З 1974 року індійський уряд вжив заходів з розвитку туризму в Ладакх, який, незважаючи на війну в Кашмірі, став безпечнішим. Зараз тільки 4% ладакхців зайняті в туристичному бізнесі, але туристи приносять 50% ВНП регіону.
Пригодницький туризм з'явився в Ладакху в XIX столітті. На початку XX століття стали популярні 14-денні тури англійських службовців в Індії з Срінаґара в Лех. Агентства, що виникли в Срінаґарі і Шимлі спеціалізувалися на пригодницькому туризмі — полювання, рибальство і походи. Ця епоха описана Артуром Невісом в «Туристичному путівнику по Кашміру, Ладакху і Скардо», вперше опублікованному у 1911 році. Сьогодні близько 30 000 туристів відвідують Ладакх щороку. Туристи відвідують такі місця, як Лех, Драсс, долина Суру, Каргіл, Занскар, Занґла , Ранґдум, Падум, Фуктал, Сані Ґомпа, Тонді, Шайок, Саку, Солона долина. Популярні маршрути Маналі—Лех, Нубра, долина Інду, Маркха, маршрут по ладакхським монастирям, Південний Занґскар, Транс-Занґскарська експедиція, Спіті—Ладакх, Спіті—Піток—Хеміс, Рупшу, солоні озера, льодовик Чадар, Падум—Фуктал, Падум—Дарчіа, Панікхар—Хеніскот, Падум—Маналі, Ламаюру—Марцеланґ, Ламаюру—Алічі, Калла Паттарський маршрут, Пахалгам—Суру, Кіннаур—Спіті—Ладакх, Цоморарі і Маналі—Лех.
Зараз уряд зайнятий великими проектами з поліпшення інфраструктури Ладакху. Вже побудовані дороги дозволяють згуртувати ладакхську економіку і створити альтернативу сільському господарству. Субсидування продовольства, робота в туристичній сфері та нова інфраструктура призвели до зростання міського населення Ладакху, переселення багатьох ладакхців в міста. Основною опорою залишається індійська армія, яка вербує з ладакхців військовослужбовців та обслуговуючий персонал, а також купує місцеві товари та послуги.

## Транспорт

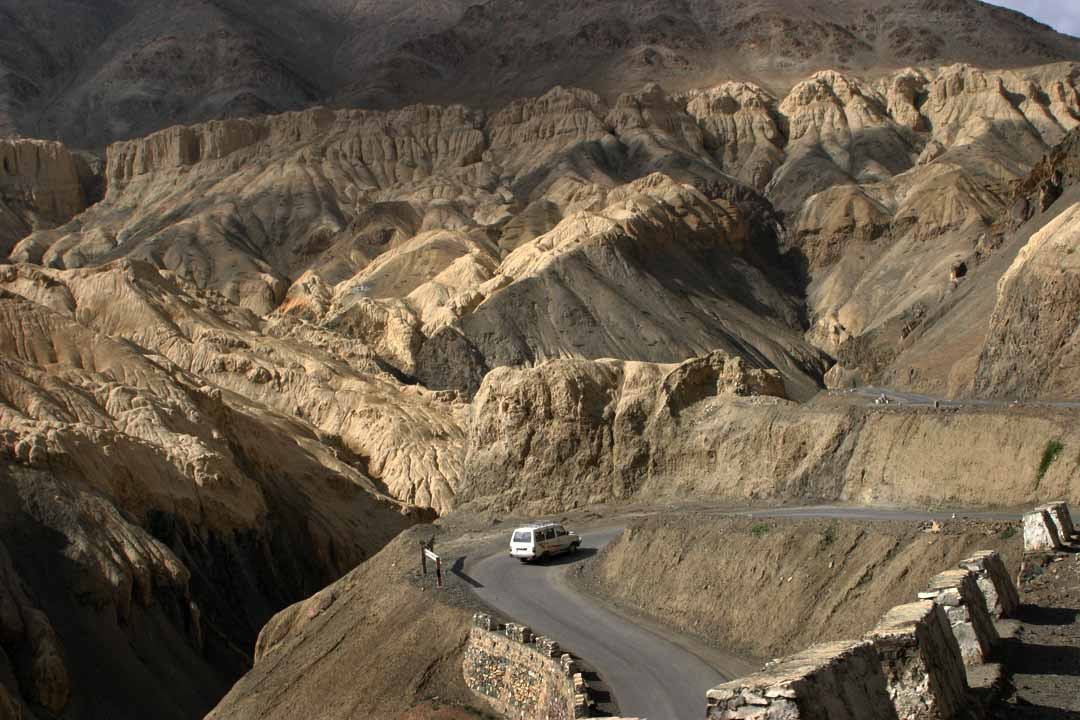
Транспорт на Гімалайському шосе 3

В Ладакху близько 1800 км доріг, з яких 800 км з твердим покриттям. Про більшість доріг піклується Організація прикордонних доріг.
Ладакх був точкою дотику Центральної та Південної Азії, коли використовувався Великий шовковий шлях. 60-денна дорога по Ладакхскому шляху пов'язувала Амрітсар і Яркенд через 11 перевалів і активно використовувався до останньої чверті XIX століття. Іншою регулярно використовуваною дорогою був Калімпонґський шлях між Лехом і Лхасою через Гарток, адміністративний центр західного Тибету. Гартока досягали взимку через долину Інду або через Тагланг-Ла або Чанг-Ла. За Гатоком Черко-Ла приводив подорожніх до Манасаровару і озера Ракшастал, потім в Барка, який був пов'язаний з Лхасою дорогою. Цей шлях тепер перекритий рішенням китайського уряду. Інші шляхи з'єднували Ладакх з Хунзою і Читралом, але тепер і ці шляхи перекриті через війни з Пакистаном.
В даний час тільки дві важливі ладакхські дороги використовуються: Срінаґарська і Маналі. Мандрівка від Срінаґара починається від Сонамарґа, через Зоджі-Ла (3450 м), Драс і Каргіл (2750 м), Наміка-Ла (3700 м) і Фату-Ла (4100 м). Це найдавніший шлях в Ладакх і зараз перевали відкриті з квітня/травня до листопада/грудня. Однак, через зростання напруженості в Кашмірі, основне навантаження лягло на Срінаґар-Каргіл-Лех через Зоджа-Ла на Лех-Манальське шосе з Хімачал-Прадеш. Шосе перетинає перевали Рохтанг-Ла (3978 м), Баралача-Ла (4892 м), Лунглача-Ла (5059 м), Тагланг-Ла (5 325 м) і рівнину Мор, його відкрито з травня по листопад.
Автобуси ходять від Леха до найближчих сіл. Маналі-Лех-Срінаґарская дорога — це половина дорожньої системи Ладакху, інші є її відгалуженнями. Для пішоходів і караванів Ладакх пов'язаний заплутаною мережею гірських стежок, слідуючи за якими можна потрапити в будь-яку його частину, але шлях із сусіднього Хімачал-Прадеша може зайняти кілька місяців. Дороги і стежки дозволяють, подорожуючи по Ладакху на автомобілі, поповнювати запаси в сусідніх населених пунктах, але подорожні воліють використовувати пішохідні стежки.
Один аеропорт є в Леху, з нього кожен день виконуються рейси в Делі на Jet Airways, Air Deccan і Indian Airlines і щотижня в Срінаґар і Джамму. Є два аеропорти в Даулат Беґ Олді та Фукче для військового транспорту.

## Демографія

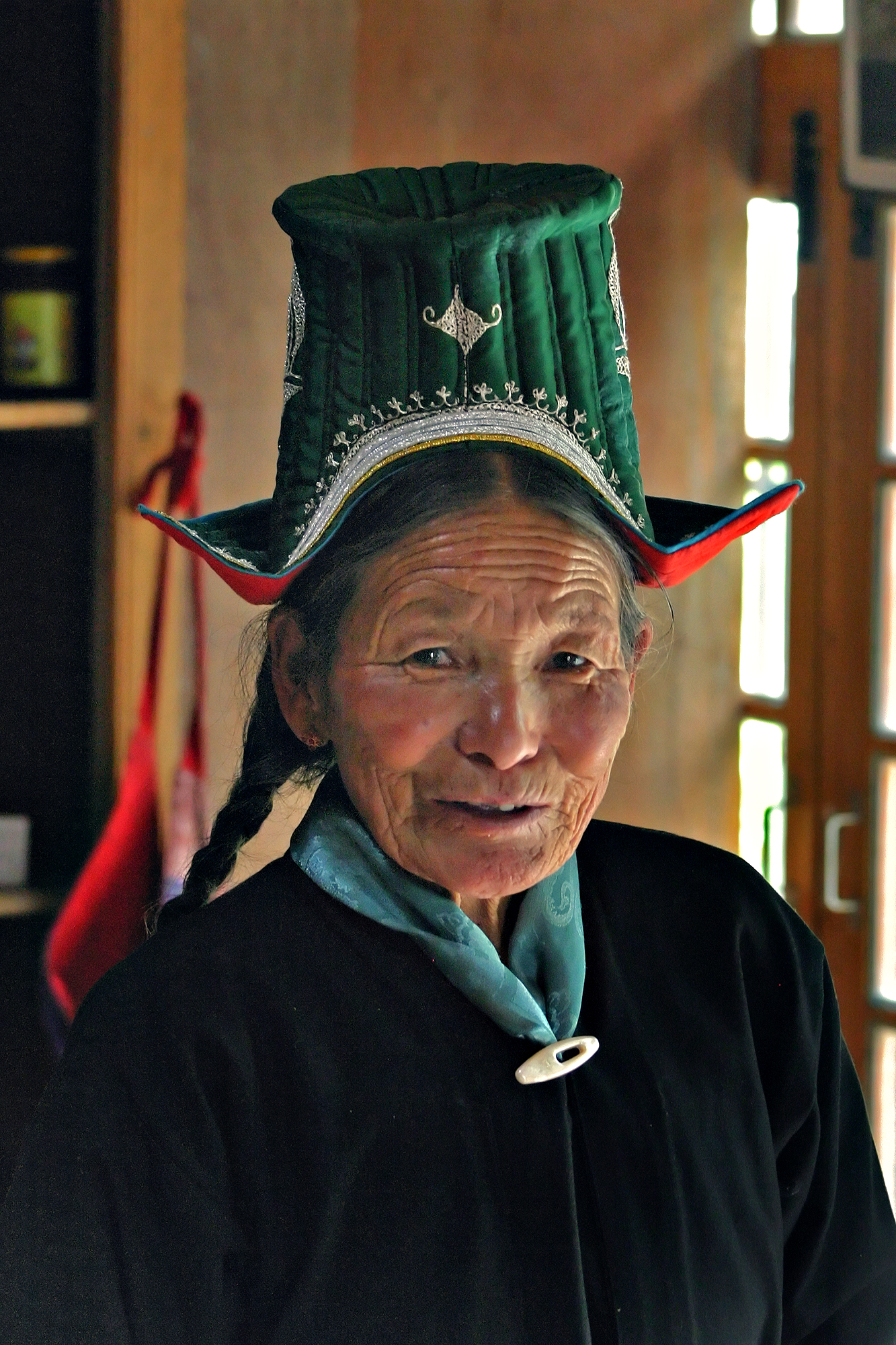
Ладакхська жінка в традиційному одязі і шапочці

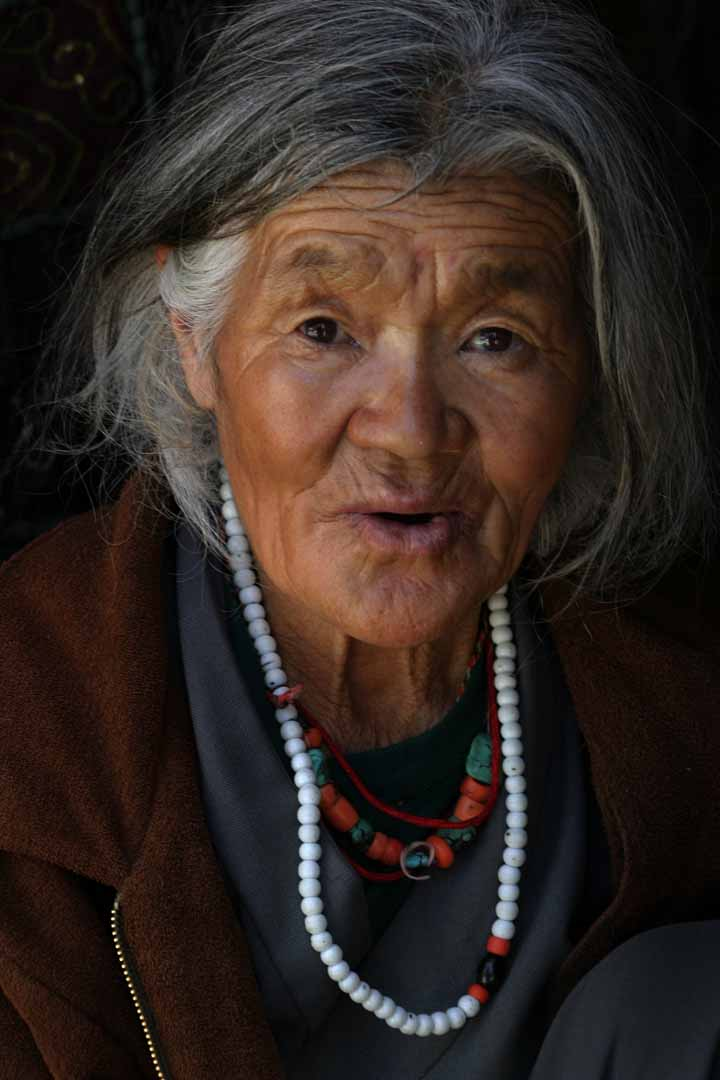
Місцева жінка, Ладакх

Населення Ладакху близько 260 000 осіб, являє собою суміш різних народів, в основному тибетців, монів і дардів. Як і решта ладакхців, балті Каргілу, Нубри, долини Суру і Балтистану тісно пов'язані з Тибетом в мовному плані і були буддистами до Нового часу.
Більшість ладакхців округу Лех і Занскара — тибетські буддисти, більшість каргільців — мусульмани-шиїти. Відповідно в Каргілі є буддийська меншість, а в Леху — мусульманська. Деяка кількість кашмірських сунітів живе в Леху і Падумі в Занскарі. У селах балті живе кілька сотень мусульман-нурбахшія. Менш 40 сімей ладакхців сповідують християнство, яке вони прийняли в XIX столітті.
Серед неладакхців більшість складають індуїсти і сикхи, є невелике число послідовників релігії бон.
Кочівники чангпа на плато Рупшу здебільшого переселилися з Тибету в недавній час. З початку 1960-х років тибетці-кочівники втекли з окупованого Китаєм Тибету в індійський Ладакх. Близько 2000 з них кинуло кочувати і оселилося в Леху та інших містах. Близько 3500 тибетських біженців розселилося в окрузі Лех.
У Драсі і Дха-Хану переважають люди дардского походження. Жителі району Дха-Хану відомі як брокпа — послідовники буддизму, але зберегли старі дардскі традиції. У Драсі прийнятий іслам і сильний кашмірський вплив. Монів залишилося дуже мало, але деякі музиканти, ковалі і теслі вважають себе нащадками справжніх монів. За переписом 2001 року, 47,4% населення регіону — буддисти, 45,9% — мусульмани, 6,2% — індуїсти і 0,5% — інші. Населення ділиться приблизно навпіл по округах Лех і Каргіл. У Леху 77% буддистів, а в Каргілі — 80% мусульман.
Основна мова Ладакху — ладакхі, гілка тибетської мови. Освічені ладакхці часто знають гінді, урду й іноді англійську. У ладакхі є цілий ряд діалектів, як то: чанґ-па, пуріґ-па в Каргілі, занскарській, але вони взаємозрозумілі. Завдяки торговим шляхам ладакхі активно збагачувався іноземними словами. Традиційно ладакхі була чисто розмовною мовою і для письма використовували класичну тибетську мову, але останнім часом з'явилися автори, які пишуть на розмовній ладакхі тибетськими літерами.
| Рік[К1] | Лех       | Лех               | Лех                     | Каргіл    | Каргіл            | Каргіл                  |
| Рік[К1] | населення | відсоток приросту | жінок на 1000 чоловіків | населення | відсоток приросту | жінок на 1000 чоловіків |
| ------- | --------- | ----------------- | ----------------------- | --------- | ----------------- | ----------------------- |
| 1951    | 40,484    | —                 | 1011                    | 41,856    | —                 | 970                     |
| 1961    | 43,587    | 0.74              | 1010                    | 45,064    | 0.74              | 935                     |
| 1971    | 51,891    | 1.76              | 1002                    | 53,400    | 1.71              | 949                     |
| 1981    | 68,380    | 2.80              | 886                     | 65,992    | 2.14              | 853                     |
| 2001    | 117,637   | 2.75              | 805                     | 115,287   | 2.83              | 901                     |

У Леху було 1011 жінок на 1000 чоловіків в 1951 році, але в 2001 стало 805, для Каргілу змінилось з 970 до 901. Для міст обох округів цей рівень ще нижче — 640. Ця дивина пояснюється тим, що в Ладакху багато сезонних робітників, мігрантів, торговців. Близько 84% ладакхського населення живе в селах. Середній річний приріст населення у 1981—2001 роках становив 2,75% в Леху і 2,83% в окрузі Каргіл.

## Культура

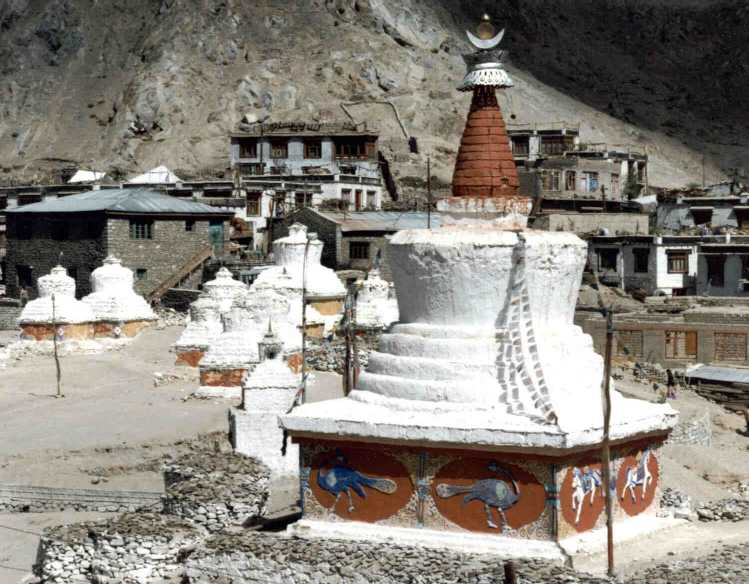
Чортен в Ладакху

Культура взагалі і кухня зокрема схожі на центрально-тибетську. Основними стравами є тхукпа (суп з локшиною) і цампа, яка в Ладакху зветься ngampe і незамінна при подорожах. Власне ладакхська страва — skyu — важкі макарони з коренеплодами. Нині вживається і привізна їжа, як в долинній Індії. Чай роблять в олійниці з додаванням масла і солі, його називають gurgur cha. Солодкий чай (cha ngarmo) зараз звичайний, його роблять як в Індії, додаючи багато цукру і молоко. Надлишки ячменю йдуть на приготування чанга — алкогольного напою, який часто вживають на святах.
Архітектура Ладакху розвивалася під впливом Тибету та Індії, в основному як монастирська. Буддійські колеса, часто прикрашені драконами, зустрічаються майже в кожній ґомпа. Будинки та монастирі будували на пагорбах, обираючи південні схили. При будівництві використовували камінь, дерево і землю, але тепер воліють заповнювати глиняні комірки стін камінням і невипаленою цеглою. Тут знаходиться безліч монастирів, розташованих в найнезбагненніших місцях — на виступах високих гір, на краях ущелин. Ладакхський монастир називається ґомпа, що означає «місце для медитації». Ґомпа є центром будь-якого села, і чисельність ченців в кожному монастирі поповнюється за рахунок місцевої традиції у жителів села посилати одного з синів в ченці.
Окрім архітектури Ладакх відомий своїми релігійними фестивалями. Монастир Хеміс є центром щорічного фестивалю танців у масках. Фестиваль проводять в червні або липні, залежно від підрахунків ченців, він приурочений до дня народження гуру Падмасамбхави. Це релігійне свято грандіозно відзначається кожні 12 років в рік мавпи за східним календарем.
Музику частіше можна почути на буддійських монастирських святах, вона подібна тибетській музиці, в ній часто присутні релігійні піснеспіви на тибетській мові і санскриті. Ці довгі і складні тексти виконуються тільки в особливі дні свят. Спів янг не має метричного рядка, виконується під акомпанемент барабанів низьким голосом. Дуже важливі танці в ритуальних масках — містерії Цам. Хеміс Ґомпа, центр школи Друкпа Каг'ю в Ладакху, проводить це свято щороку, інші великі ґомпа не відстають. У побутовому сенсі, в танцях показана боротьба благих і неблагих сил. Ткацтво — невід'ємна частина ладакхської культури, у східному Ладакху ткацтвом займаються і жінки і чоловіки. Типовий костюм включає гончас з вельвету, прикрашені жилети, чоботи, капелюхи. Свята проходять в Ладакху з 1 по 15 вересня. Ладакхці одягають найкращі головні убори, іноді прикрашені золотом, сріблом або бірюзою. Ченці танцюють в масках і грають на тарілках, трубах і флейтах. У народі відомий танець яка, лева і ташиспа. Навколо монастирів часто можна бачити прапорці лунгта. У монастирях створюються ікони-танки. Проводять змагання зі стрільби з лука, поло та жартівливі весілля.
Зараз найпопулярніший спорт в Ладакху — хокей на льоду, пік сезону в січні. Дуже популярний крикет. Стрільба з лука історично народний спорт, сільські жителі влаштовують турніри зі стрільби на святах, не обходиться і без танців, випивки, азартних ігор. Під час стрілянини грають спеціальну музику сурна і даман. Поло, ймовірно, запозичено у балті в XVI столітті за царя Сенґе Намґ'яла, чия мати була принцесою балті.
У порівнянні з Індією, жінки відіграють дуже важливу суспільну роль. Поліандрія (фратернальна або братнього типу) і спадкування дружин були загальним звичаєм до 1940 року, коли уряд Джамму й Кашміру заборонив її, але в деяких областях поліандрія є і зараз. Інший звичай, khang-bu, або «маленький будинок», при якому глава сім'ї, коли його старший син стає досить дорослим для управління справами, переїжджає в окремий будинок, беручи з собою тільки необхідне для життя майно.
|  | Наш християнський євангеліст в Кхалаце став батьком кілька тижнів тому, і люди з села зробили йому подарунок «борошно-козерога» для нього та його дружини. Він дав мені одну з тих постатей, які були зроблені з борошна та олії, і сказав мені, що це звичай в Тибеті і Ладакху — робити подарунки «борошно-козерога» з нагоди народження дитини. Це досить цікава інформація. Я часто задавався питанням, чому було так багато наскельних малюнків з козерогів в місцях, пов'язаних з добуддійською релігією Ладакху. Тепер здається ймовірним, що вони є вдячними приношеннями після народження дітей. Як я намагався показати в моїй попередній статті, люди ходили в добуддійські місця відправлення культу, зокрема, молитися, щоб отримати дітей. |

Довгі роки тибетська медицина була єдиною системою надання медичної допомоги. Ця школа увібрала елементи аюрведи і традиційної китайської медицини, а також уявлення космології тибетського буддизму. Століттями медична допомога людям амчі надавалася місцевими цілителями, вона залишається популярною і тепер. Уряд не намагається боротися з цим, а навпаки, підтримує місцевих цілителів і заохочує населення виготовляти ліки з рослин.
Неурядові організації надають посильну допомогу в забезпеченні ладакхців чистою водою, доступною електроенергією та захисту жінок. Ладакхська група із захисту екології і навколишнього середовища працює з 1971 року.

## Освіта
Згідно з переписом 2001 року, рівень грамотності в окрузі Лех становив 62 % (72 % у чоловіків і 50 % у жінок), в окрузі Каргіл 58 % (74 % у чоловіків і 41 % у жінок). Раніше освіту можна було отримати тільки в монастирях. За традицією, один син з кожної сім'ї вивчав тибетське письмо, щоб читати священні книги.
У жовтні 1889 року моравські місіонери відкрили в Леху школу (яка існує і донині), і Вазір-ай Вазарат (ex officio комісар-офіцер британської армії) Балтистану і Ладакху наказав, щоб кожна сім'я відправила хоча б одну дитину в школу. Цей указ зустрів великий опір з боку місцевих жителів, які боялися, що діти будуть змушені звернутися до християнства. У школі вчили тибетську мову, урду, англійську, географію, науки, вивчали природу, арифметику, геометрію і Біблію. Місцевою громадою перша школа Lamdon Social Welfare Society була відкрита в 1973 році. Пізніше, за підтримки з боку Далай-лами і деяких міжнародних організацій, кількість шкіл зросла, в них могло навчатися близько двох тисяч учнів. Вони пишаються тим, що зберегли ладакхські традиції і культуру. Драконова школа Білого Лотоса під заступництвом Його Святості Ґ'ялванґ Друкпа XII, глави ладакхської Друкпа Каг'ю, розташована в Шей. Ця школа націлена на вивчення ладакхських традицій і буддизму.
Школи добре розподілені по Ладакху, але з них 75 % дають тільки початкову освіту. 65 % дітей відвідують школу, але часто трапляється, що не тільки учні, а й учитель не приходять на уроки. Раніше в обох округах шкільні іспити (X клас) не могли здати близько 85-95 % учнів, в коледжі здатні вступити не більше половини випускників. До 1993 року до 14 років викладання велося на урду, а потім переходили на англійську мову.
У 1994 році Студентський рух за освіту і культуру Ладакху (SECMOL) проголосив Операцію Нова Надія (ONH), компанію з «культурним та місцевих особливостей освіти» і планують зробити муніципальні школи функціональніше і ефективніше. У 2001 році в окрузі Лех іспит на атестат зрілості здавали вже 50 % випускників. Щоб студенти змогли продовжити освіту не покидаючи Ладакху, в Леху був відкритий державний коледж.

## Медіа
- «Ранґ'юл», або Kargil Number — місцева газета англійською мовою й урду. Друкується в Кашмірі.
- ReachLadakh.com [Архівовано 1 вересня 2020 у Wayback Machine.]
- Щотижневі новини на VisitLadakh.com [Архівовано 29 грудня 2021 у Wayback Machine.].